# Izjaslavský rajón
Izjaslavský rajón (ukrajinsky Ізяславський район) byl rajón v Chmelnycké oblasti na Ukrajině. Hlavním městem byl Izjaslav a rajón měl přibližně 43 tisíc obyvatel. 

## Sídla v rajónu
- Izjaslav